# Morgan Simon
Pour les articles homonymes, voir Simon.
Morgan Simon est un réalisateur, scénariste et photographe français né en banlieue parisienne en 1987.

## Biographie
Morgan Simon grandit en région parisienne et passe son adolescence dans les cités du Val-de-Marne. Après des études de biologie et de communication, il intègre La Fémis au sein du département scénario.
Nommé au César du meilleur court-métrage en 2016, son film Essaie de mourir jeune concourt en compétition nationale au Festival de Clermont-Ferrand en 2015. Son premier long-métrage, Compte tes blessures, est développé à l'Atelier de la Cinéfondation au Festival de Cannes 2015, à Emergence et au Jerusalem International Film Lab aux côtés des réalisateurs László Nemes et Junfeng Boo. Pour sa sensibilité, Morgan Simon est considéré comme l'un des héritiers de Maurice Pialat et de Xavier Dolan,,.
En 2016, Compte tes blessures est présenté lors de la 64e édition du Festival de San Sebastián dans la section New Directors où il remporte la mention spéciale du jury. Le film reçoit quinze récompenses, notamment au Festival de Stockholm, au Festival Premiers Plans d'Angers et au Festival International de Saint-Jean-de-Luz. Salué par la critique, Compte tes blessures est sélectionné dans plus d'une cinquantaine de festivals dont Rotterdam, Shanghai, Namur, Jérusalem et Los Angeles Colcoa. Sa sortie en salles a lieu le 25 janvier 2017 avec en têtes d'affiche Kévin Azaïs, Monia Chokri et Nathan Willcocks,. 
En 2017, Compte tes blessures est nommé au Prix Louis-Delluc du meilleur premier film. La même année, Morgan Simon réalise un clip pour le groupe américain Being as an Ocean à partir d'images inutilisées de Compte tes blessures.  
En 2018, Morgan Simon est membre du jury de la Queer Palm au Festival de Cannes qui récompense le premier long-métrage de Lukas Dhont, Girl. 
Il réalise le clip « Ces garçons-là » pour le groupe de rock français Radio Elvis et tourne Plaisir Fantôme, court-métrage filmé en 35 mm avec Anna Polina. En 2019, Plaisir Fantôme est présenté à la Quinzaine des réalisateurs lors du 72e Festival de Cannes.
En 2021, Morgan Simon réalise Nous nous reverrons, film court narré par l'écrivain Édouard Louis sur le thème de la migration et présenté au Festival Côté court de Pantin.
En 2022, ses courts-métrages font l'objet d'une rétrospective à la Cinémathèque française et d'une édition DVD par JHR Films dans la collection Cinéastes de demain.
En 2023 a lieu le tournage de son deuxième long-métrage, Une vie rêvée, avec en têtes d'affiche Valeria Bruni Tedeschi, Félix Lefebvre et Lubna Azabal. Sorti le 4 septembre 2024 en France et en Belgique, Une vie rêvée est récompensé du Prix Cinéma de la Fondation Barrière 2024 et présenté en compétition au Festival du film d'Angoulême. Pour son interprétation dans Une vie rêvée, Valeria Bruni Tedeschi est récompensée d'une mention spéciale du jury lors du 21e Festival de Séville.

## Filmographie

### Cinéma

#### Longs métrages
- 2017 : Compte tes blessures
- 2024 : Une vie rêvée

#### Courts métrages
- 2011 : Une longue tristesse
- 2011 : Goose
- 2012 : American Football
- 2014 : Essaie de mourir jeune
- 2015 : Réveiller les morts
- 2019 : Plaisir Fantôme
- 2021 : Nous nous reverrons

### Clips
- 2017 : This Loneliness Won't Be The Death Of Me - Being as an Ocean
- 2018 : Ces garçons-là - Radio Elvis
- 2022 : Ma vie - Liv Del Estal

### Jeu vidéo
- 2013 : Beyond: Two Souls de David Cage - consultant scénario[30]

## Distinctions

### Récompenses
American Football
- 2013 : Prix des bibliothécaires - Festival Premiers Plans d'Angers

Essaie de mourir jeune
- 2015 : Prix du meilleur film - Festival du court-métrage et des nouvelles images de Rome
- 2015 : Nomination au prix Unifrance
- 2016 : Nomination au César du meilleur court-métrage

Compte tes blessures
- 2014 : Prix spécial du jury - Grand prix du meilleur scénariste junior
- 2016 : Mention spéciale du jury - Festival de San Sebastián
- 2016 : Prix de la jeunesse - Festival International de Saint-Jean-de-Luz
- 2016 : Prix du meilleur réalisateur et prix de la jeunesse - Tofifest Film Festival
- 2016 : Prix de la jeunesse franco-allemande - Festival de Braunschweig
- 2017 : Prix CCAS - Festival Premiers Plans d'Angers
- 2017 : Prix spécial du jury et prix de la jeunesse - Festival de Lecce
- 2017 : Prix du meilleur film - Festival de Fiuggi
- 2017 : Prix du public - Festival de Katowice
- 2017 : Prix du public TV5 Monde - Festival du film français de Roumanie à l'Institut Français
- 2017 : Nomination au Prix Louis Delluc du meilleur premier film

Une vie rêvée
- 2024 : Prix Cinéma de la Fondation Barrière
- 2024 : Mention spéciale du jury pour Valeria Bruni Tedeschi - Festival de Séville
- 2025 : Prix du meilleur film européen - Festival Queer Screen Mardi Gras de Sydney

### Jurys
- 2017 : Juré - 18e Festival du court-métrage et des nouvelles images de Rome
- 2017 : Juré court-métrage - 9e Festival de cinéma européen des Arcs
- 2018 : Juré de la Queer Palm - 71e Festival de Cannes
- 2018 : Juré long-métrage - 33e  Festival du film francophone de Namur
- 2018 : Juré contrebandes et court-métrage - 7e Fifib
- 2019 : Juré court-métrage - 28e Festival Biarritz Amérique Latine
- 2020 : Juré long-métrage - 34e Festival International du Film de Braunschweig
- 2024 : Juré long et court-métrage - 7e Festival Plurielles
- 2024 : Juré long-métrage - 4e Festival du film de société de Royan